# Kapcsolat (film)
A Kapcsolat (Contact) 1997-ben bemutatott  amerikai tudományos-fantasztikus film Robert Zemeckis rendezésében, mely Carl Sagan azonos című regényéből készült.

## Történet
A kis Ellie félárva. Édesapja nagy gonddal tudóspalántát nevel az értelmes kislányból, mígnem a gyermek teljes árvaságra jut.
Dr. Ellie Arroway briliáns kutató. A földön kívüli intelligencia keresésének (SETI) szenteli az idejét. Kutatásait a dr. David Drumlin (Tom Skerritt) vezette Nemzeti Kutatási alapítvány (NSF) finanszírozza. Egy idő után a mellesleg elnöki tudományos tanácsadó Drumlin megvonja a támogatást a szerinte értelmetlen projekttől.
Ellienek és munkatársainak új támogatók után kell néznie. Mr. Hadden (John Hurt) karolja fel a fiatal kutatónőt és csapatát. Nap, nap után „hallgatják” az égbolt üzeneteit, míg egy csendes alkonyon siker koronázza kitartásukat. Értelmes üzenetet fognak a Vega csillag irányából.
Számos nehézség után Ellie megfejti az idegenek üzenetét, ami nem más, mint egy hatalmas gép tervrajza, mellyel valaki eljuthat az ismeretlenbe. Számos jelentkező akad, aki hajlandó lenne elsőként megjárni az utat, köztük Ellie is jelentkezik. Végül dr. Drumlint választják ki.
A történet szerelmi szála Palmer Joss teológus és Ellie kapcsolata. Joss, aki szintén elnöki tanácsadó, jelentős szerepet játszik Ellie jelölésének megakadályozásában.
A gép elkészül, de a próbaüzem közben egy vallási fanatikus keresztény felrobbantja azt. Dr. Drumlin, aki a gépben tartózkodott, szintén meghal a szerencsétlenségben. Időközben kiderül, hogy titokban készült egy másik szerkezet is, Hokkaidó szigetén. A beruházó Hadden’s Industries vezetője, Mr. Hadden ragaszkodik hozzá, hogy Ellie utazzon a géppel. A gépet elindítják Ellie-vel a fedélzetén.
Ellie egy Einstein-féle féregjáratba kerül, mely számos (többek között a Vega) távoli csillag között létesít kapcsolatot. Az utolsó állomáson – valahol a galaxis centrumának közelében – kapcsolatot létesít a földönkívüliekkel, akik tudatába közvetített kapcsolatot létesítenek vele és apja képében szólnak hozzá.
Hasonlóan a regényhez, Arroway nem tudja bizonyítani, hogy utazása megtörtént, mivel a helyszíni megfigyelők számára a gép rövidke útja alatt látszólag egy pillanatra sem hagyta el a Földet. A kormány vizsgálata azzal zárul, hogy nincs rá bizonyíték, hogy megtörtént volna a kapcsolatfelvétel. A bizottság emberei elhallgatják, hogy magáról az utazásról ugyan nincsenek felvételek, azonban 18 órányi statikus zajt rögzített Ellie videokamerája.

## Szereplők
| Szerep                      | Színész             | Magyar hang            |
| --------------------------- | ------------------- | ---------------------- |
| Eleanor Ann „Ellie” Arroway | Jodie Foster        | Fehér Anna             |
| Palmer Joss                 | Matthew McConaughey | Forgács Péter          |
| fiatal Ellie                | Jena Malone         | Bogdányi Titanilla     |
| Ted Arroway                 | David Morse         | Juhász György          |
| Fisher                      | Geoffrey Blake      | Halmágyi Sándor        |
| Kent                        | William Fichtner    | Háda János             |
| David Drumlin               | Tom Skerritt        | Szersén Gyula          |
| Michael Kitz                | James Woods         | Sinkovits-Vitay András |
| Rachel Constantine          | Angela Bassett      | Kocsis Mariann         |
| Richard Rank                | Rob Lowe            | Mikula Sándor          |
| S. R. Hadden                | John Hurt           | Kristóf Tibor          |

## Eltérés a regénytől
A film számos ponton különbözik a regénytől. A film vége gyakorlatilag ellentétes a regénnyel. A regényben Arroway csak a bizonyítékokkal alátámasztott tényeket fogadja el. A történet végén bizonyítékot talál arra, hogy a világegyetemet teremtették, és ezt el is fogadja. A filmben nem képes bizonyítani igazát, így a film végkicsengése szerint nem marad más, csak a hite. Carl Sagan – hasonlóan a regénybéli főszereplőhöz – szintén fontosabbnak tartotta a bizonyítékokat a hitnél. Néhány kulcskarakter hiányzik vagy más formában jelenik meg.

## Filmzene
1. "Who Needs Wings To Fly"
2. Jimmy Buffett – "Purple People Eater"
3. Harry Nilsson – "Spaceman"
4. Norman Greenbaum – "Spirit In The Sky"
5. The Forester Sisters – "Old Time Religion"
6. Efrin Toro, Oskar Cartaya és Ramon Stagnaro – "El Corazon Herido"
7. "Funkytown"
8. A Taste of Honey – "Boogie Oogie Oogie"
9. "Fire"
10. It's a Beautiful Day – "White Bird"
11. "The Twilight Zone"
12. Brian Hyland – "Itsy Bitsy Teenie Weenie Yellow Polka Dot Bikini"
13. "Volare"
14. Judy Garland – "Over the Rainbow"
15. "The Gold Diggers' Song (We're in the Money)"
16. Third Eye Blind – "Semi-Charmed Life"
17. Lagwagon – "Angry Days"
18. Spice Girls – "Wannabe"
19. Crash Test Dummies – "God Shuffled His Feet"
20. Lipps Inc. – "Funkytown"
21. The Marvelettes – "Please, Mr. Postman"

## Díjak, jelölések
| Év   | Díj                             | Kategória                                    | Jelölt                                                                                     | Eredmény |
| ---- | ------------------------------- | -------------------------------------------- | ------------------------------------------------------------------------------------------ | -------- |
| 1998 | ASCAP Award                     | Top Box Office Films                         | Alan Silvestri                                                                             | Elnyerte |
| 1998 | Oscar-díj                       | Legjobb hangkeverés                          | Randy Thom Tom Johnson Dennis S. Sands William B. Kaplan                                   | Jelölve  |
| 1998 | Szaturnusz-díj                  | Legjobb színésznő                            | Jodie Foster                                                                               | Elnyerte |
| 1998 | Szaturnusz-díj                  | Legjobb fiatal színész / színésznő           | Jena Malone                                                                                | Elnyerte |
| 1998 | Szaturnusz-díj                  | Legjobb rendező                              | Robert Zemeckis                                                                            | Jelölve  |
| 1998 | Szaturnusz-díj                  | Legjobb zene                                 | Alan Silvestri                                                                             | Jelölve  |
| 1998 | Szaturnusz-díj                  | Legjobb sci-fi film                          |                                                                                            | Jelölve  |
| 1998 | Szaturnusz-díj                  | Legjobb speciális effektus                   | Ken Ralston Stephen Rosenbaum Jerome Chen Mark Holmes                                      | Jelölve  |
| 1998 | Szaturnusz-díj                  | Legjobb író                                  | James V. Hart Michael Goldenberg                                                           | Jelölve  |
| 1998 | Blockbuster Entertainment Award | Kedvenc színész – Dráma                      | Matthew McConaughey                                                                        | Jelölve  |
| 1998 | Blockbuster Entertainment Award | Kedvenc színésznő – Dráma                    | Jodie Foster                                                                               | Jelölve  |
| 1998 | Blockbuster Entertainment Award | Kedvenc férfi mellékszereplő – Dráma         | Tom Skerritt                                                                               | Jelölve  |
| 1998 | CFCA Award                      | Legjobb színésznő                            | Jodie Foster                                                                               | Jelölve  |
| 1998 | C.A.S. Award                    | Kiemelkedő hangkeverés                       | Randy Thom Tom Johnson Dennis S. Sands William B. Kaplan                                   | Jelölve  |
| 1998 | Golden Globe-díj                | Legjobb női alakítás – Dráma                 | Jodie Foster                                                                               | Jelölve  |
| 1998 | Hugo-díj                        | A legjobb drámai forgatókönyv                |                                                                                            | Elnyerte |
| 1998 | Humanitas Prize                 | Játékfilm kategória                          | James V. Hart Michael Goldenberg                                                           | Jelölve  |
| 1998 | Image Award                     | Legjobb női mellékszereplő                   | Angela Bassett                                                                             | Jelölve  |
| 1998 | Monitor Award                   | Elektronikus vizuális effektusok             | Ken Ralston Stephen Rosenbaum Jerome Chen Jay Redd Sheena Duggal David Jones Debbie Denise | Elnyerte |
| 1998 | Golden Reel Award               | Legjobb hangvágás – Hang effektek            | ismeretlen                                                                                 | Jelölve  |
| 1998 | Audience Award                  | Legjobb színésznő                            | Jodie Foster                                                                               | Elnyerte |
| 1998 | Golden Satellite Award          | Kiemelkedő vizuális effektek                 | Ken Ralston                                                                                | Elnyerte |
| 1998 | Golden Satellite Award          | Kiváló operatőr                              | Don Burgess                                                                                | Jelölve  |
| 1998 | WAC Winner                      | Legjobb animáció                             | Sony Pictures Imageworks                                                                   | Elnyerte |
| 1997 | Annie Award                     | Legjobb egyéni teljesítmény: Effekt animáció | Jay Redd                                                                                   | Jelölve  |

## Érdekesség
A film bemutatását követően, 1998-ban Jodie Fosterről neveztek el egy újonnan felfedezett kisbolygót, amelynek pályája a Marsé és a Jupiteré közé esik. Az égitest a 17744 Jodiefoster nevet viseli.